# Recycle Sint
Recycle Sint (tegenwoordig 'Swap Sint') is een initiatief waarbij door heel Nederland markten worden opgezet om speelgoed te ruilen. Het idee is ontstaan vanuit een manier om het Sinterklaasfeest te verduurzamen. Het concept werkt met een puntensysteem, waarbij ingeleverd speelgoed in een bepaalde waarde-categorie wordt geschat en kan worden ingeruild tegen een product van dezelfde waarde. 
De ruilmarkten worden door lokale initiatiefnemers op vrijwillige basis georganiseerd op verschillende locaties in Nederland, waaronder op scholen, in dorpshuizen en op kinderdagverblijven. De eerste speelgoedruilmarkt werd georganiseerd in 2013 door Elif Algu, bedenkster en initiatiefneemster. Algu’s idee achter Recycle Sint ontstond vanuit haar ergernis aan de hoeveelheid speelgoed in haar eigen huiskamer. Na meerdere jaren ruilmarkten te hebben georganiseerd op de school van haar kinderen, wilde zij dat heel Nederland dit idee zou oppakken. In 2017 ontwikkelde Algu een website en stelde een toolkit samen om organisatoren handvatten te geven zelf ruilmarkten te organiseren. Met Recycle Sint hoopt Algu een cultuuromslag te creëren en mensen te laten zien dat zij bewuster kunnen omgaan met spullen, door spullen met elkaar te ruilen in plaats van nieuw te kopen. 
- In 2019 ging Recycle Sint internationaal: er werden ruilmarkten gehouden op Curaçao en in België. Voor 2020 heeft een ruilmarkt in Singapore zich aangemeld.
- In 2019 werden in Nederland in totaal 129 ruilmarkten georganiseerd. Er werden toen zo’n 44.000 stuks speelgoed verruild. Het overgebleven speelgoed werd gedoneerd aan het goede doel.
- In 2019 behaalde Recycle Sint de 18e plek in de Trouw Duurzame 100.[1]
- In 2020 ontving Recycle Sint tijdens de Circular Awards 2020 de Eervolle Vermelding als burgerinitiatief.[2]
- In 2021 ging Recycle Sint de samenwerking aan met speelgoedruil platform Swip Swap en verder onder de naam 'Swap Sint'. De samenwerking met Swip Swap zorgt voor een nog bredere duurzame en landelijke ruil beweging, doordat er hierdoor ook online en daarmee het hele jaar door geruild kan worden.

## Pers/media
In 2019 verscheen Recycle Sint in verschillende landelijke en lokale media, waaronder de Volkskrant, RTL Nieuws, EenVandaag, het AD, Trouw, NPO Radio 2, NPO Radio 4 en NPO Radio 5.

## Recycle Santa
Als variant op Recycle Sint is inmiddels ook Recycle Santa opgericht. Recycle Santa gaat uit van hetzelfde concept als Recycle Sint, maar dan rondom de kerstdagen in plaats van Sinterklaas. 